# Кристиан Карл Райнхард (Лайнинген-Дагсбург-Фалкенбург)
Кристиан Карл Райнхард фон Лейнинген-Дагсбург-Фалкенбург (на немски: Christian Carl Reinhard von Leiningen-Dagsburg-Falkenburg, * 7 юли 1695 в дворец Бройч; † 17 ноември 1766 в Обригхайм, Пфалц) е немски благородник от род Лайнинген-Дагсбург-Фалкенбург.
Той е син на граф Йохан Карл Август фон Лейнинген-Дагсбург (1662 – 1698) и съпругата му графиня Йохана Магдалена фон Ханау-Лихтенберг (1660 – 1715), дъщеря на Йохан Райнхард II (1628 – 1666) от Графство Ханау-Лихтенберг и Анна Магдалена (1640 – 1693), дъщеря на пфалцграф Кристиан I фон Пфалц-Биркенфелд-Бишвайлер.
На 1 юни 1701 г. курфюрст Йохан Вилхелм фон Пфалц му дава господството Бройч (Herrschaft Broich).
Кристиан Карл Райнхард се жени на 27 ноември 1726 г. в Метенхайм за графиня Катарина Поликсена фон Золмс-Рьоделхайм (* 30 януари 1702; † 29 март 1765), дъщеря на граф Георг Лудвиг фон Золмс-Рьоделхайм. 

## Деца
- Йохан Карл (1727 – 1734)
- Мария Луиза Албертина (1729 – 1818) 
∞ 16 март 1748 г. за принц Георг Вилхелм фон Хесен-Дармщат (1722 – 1782)
- Поликсена Вилхелмина (1730 – 1800)
∞ 27 март 1752 граф Емих Лудвиг фон Лейнинген (1709 – 1766)
- София Шарлота (1731 – 1781)
- Александрина (1732 – 1809)
∞ 25 октомври 1770 във Франкфурт на Майн граф Хайнрих XI фон Ройс-Грайц (1722 – 1800)
- Каролина Фелицитас (1734 – 1810)
∞ 16 април 1760 княз Карл Вилхелм фон Насау-Узинген (1735 – 1803)